# Ford Fiesta R2
La Ford Fiesta R2 è una versione da competizione della sesta serie della Ford Fiesta, sviluppata dalla M-Sport, il team diretto dall'ex-pilota britannico Malcolm Wilson con base in Inghilterra, appositamente per competere nel Campionato del mondo rally nelle serie WRC-3 e Junior WRC. La vettura iniziò a gareggiare in competizioni internazionali a partire dal 2009.

## La R2 aspirata

### Il progetto
La Fiesta R2 sostituì l'antenata Fiesta ST, vettura di gruppo N di stretta derivazione stradale, con l'obbiettivo di essere un'auto completamente votata alle competizioni e grazie ai regolamenti conformi al gruppo R. La scuderia  britannica M-Sport, diretta dall'ex pilota Malcolm Wilson, ha sviluppato interamente la vettura, avendo a disposizione un notevole raggio d'azione in termini di modifiche da apportare a alla meccanica e al telaio. La vettura venne presentata nel 2009 al Rally di Sardegna, con l'obiettivo di iniziare a gareggiare a partire dalla stagione 2010.

### Specifiche
Il motore era un 1.6 litri Zetec 16 valvole, quattro cilindri in linea con monoblocco e testata in lega, distribuzione DOHC con fasatura variabile; esso erogava una potenza di 163 CV a 5700 giri/min e una coppia massima di 182 Nm (a 7500 giri/min). La trasmissione era a trazione anteriore con differenziale a slittamento limitato, cambio sequenziale Sadev a cinque rapporti e semiasse rinforzati. Le sospensioni erano dotate di ammortizzatori Reiger regolabili e molle Eibach mentre l'impianto frenante (realizzato dalla AP) era dotato di pinze a quattro pistoncini e dischi autoventilanti da 285 mm di diametro in assetto terra e 310 mm su asfalto all'anteriore e da 280 mm al posteriore. L'auto montava cerchi OZ da 16" su asfalto e da 15" su ghiaia.

### Stagioni 2009-2015
La Fiesta R2 venne impiegata nel 2010 nel Fiesta Sport Trophy, evento monomarca organizzato dal promotore Motus Italia S.r.l. in collaborazione con Ford e M-Sport, con lo scopo di promuovere la nuova vettura in vista del futuro impiego nel mondiale rally di categoria e venne utilizzata anche in alcune gare del mondiale WRC 2010.
A partire dal 2011, l'auto divenne la vettura ufficiale del trofeo WRC Academy, la serie mondiale dedicata ai piloti emergenti, la cui gestione era stata affidata alla M-Sport, in qualità di fornitore e preparatore e il campionato venne vinto da Craig Breen.
L'auto venne impiegata in regime di monomarca nel mondiale junior anche nel 2012 e nel 2013 mentre dal 2014 l'organizzatore preferì l'utilizzo delle rivali Citroën DS3 R3.

## La R2 turbocompressa (R2T)

### 2015-2018

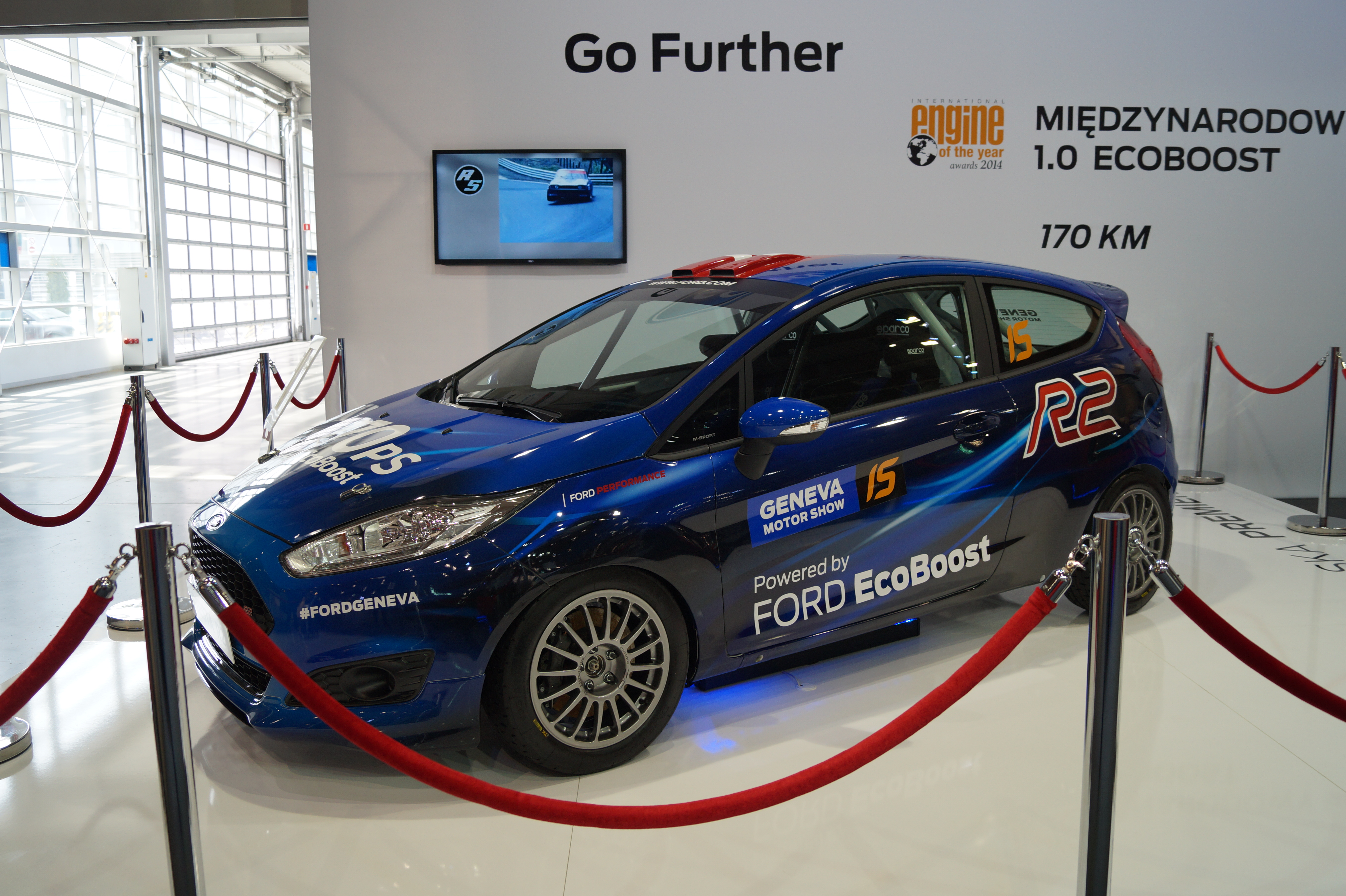
La Ford Fiesta R2T esposta al Motor Show Poznań nel 2015

Nel 2015 la M-Sport svelò la nuova versione della R2, la R2T, dotandola di un nuovo propulsore turbocompresso, il 1.0 litri Ecoboost da tre cilindri in linea e 12 valvole, anch'esso con doppio albero a camme in testa e fasatura variabile; tale unità erogava una potenza di 180 CV a 6500 giri/min e una coppia massima di 250 Nm (a 3500 giri/min). Le caratteristiche di trasmissione e telaio erano rimaste sostanzialmente le stesse, pur venendo apportate delle evoluzioni alle singole componenti.

#### Carriera sportiva
La nuova R2 sovralimentata debuttò a maggio del 2015 nel Trofeo DMACK e successivamente, alla pari della sua antenata aspirata, continuò a essere utilizzata anche nel 2015 e nel 2016 nel campionato libero WRC-3 da piloti privati, non riuscendo ad affermarsi al cospetto delle Citroën DS3 R3 Max.
Per la stagione 2017 l'organizzatore del massimo campionato mondiale stipulò un nuovo accordo biennale con la M-Sport per l'utilizzo delle Fiesta R2T nel mondiale Junior al posto delle DS3 e in quella stessa annata lo spagnolo Nil Solans, oltre a vincere il trofeo junior WRC, si impose anche nel mondiale WRC-3 a bordo della vettura americana.

### Palmarès
2017
- - Campionato piloti e copiloti World Rally Championship-3, con Nils Solans e Miquel Ibáñez Sotos
- - Campionato costruttori World Rally Championship-3 con la squadra Adac Sachsen E.V.

#### Vittorie WRC-3
| #  | Anno | Rally                                   | Superficie | Pilota                   | Co-pilota           |
| -- | ---- | --------------------------------------- | ---------- | ------------------------ | ------------------- |
| 1  | 2017 | 14º Rally Italia Sardegna               | Sterrato   | Nil Solans               | Miquel Ibáñez Sotos |
| 2  | 2017 | 74th ORLEN Rally Poland                 | Sterrato   | Nil Solans               | Miquel Ibáñez Sotos |
| 3  | 2017 | 67th Neste Rally Finland                | Sterrato   | Nicolas Ciamin           | Thibault de la Haye |
| 4  | 2017 | 35. ADAC Rallye Deutschland             | Asfalto    | Julius Tannert           | Jürgen Heigl        |
| 5  | 2017 | 53º RallyRACC Catalunya - Costa Daurada | Asfalto    | Nil Solans               | Miquel Ibáñez Sotos |
| 6  | 2018 | 66th Rally Sweden                       | Neve       | Denis Rådström           | Johan Johansson     |
| 7  | 2018 | 61éme CORSICA Linea Tour de Corse       | Asfalto    | Jean-Baptiste Franceschi | Romain Courbon      |
| 8  | 2018 | 52° Vodafone Rally de Portugal          | Sterrato   | Dennis Rådström          | Johan Johansson     |
| 9  | 2018 | 15° Rally Italia Sardegna               | Sterrato   | Jean-Baptiste Franceschi | Romain Courbon      |
| 10 | 2018 | 68° Neste Rally Finland                 | Sterrato   | Ken Torn                 | Kuldar Sikk         |
| 11 | 2018 | 11° Rally Turkey Marmaris               | Sterrato   | Emil Bergkvist           | Patrik Barth        |
| 12 | 2018 | 74° Dayinsure Wales Rally GB            | Sterrato   | Tom Williams             | Phil Hall           |

#### Vittorie IRC 2WD
| # | Anno | Rally                                      | Superficie | Pilota      | Co-pilota          |
| - | ---- | ------------------------------------------ | ---------- | ----------- | ------------------ |
| 1 | 2010 | 34° Rally Islas Canarias - El Corte Inglés | Asfalto    | Yeray Lemes | Rogelio Peñate     |
| 2 | 2010 | 7° Rally d'Italia Sardegna                 | Sterrato   | Harry Hunt  | Sebastian Marshall |
| 3 | 2010 | 39° FxPro Cyprus Rally                     | Sterrato   | Harry Hunt  | Sebastian Marshall |

#### Vittorie ERC 2WD
| # | Anno | Rally           | Pilota      | Co-pilota    | Modello |
| - | ---- | --------------- | ----------- | ------------ | ------- |
| 1 | 2014 | Rally d'Estonia | Sander Pärn | James Morgan | R2      |

#### Vittorie ERC3
| #  | Anno | Rally                     | Pilota           | Co-pilota           | Modello |
| -- | ---- | ------------------------- | ---------------- | ------------------- | ------- |
| 1  | 2016 | Rally dell'Acropoli       | Murat Bostanci   | Onur Vatansever     | R2T     |
| 2  | 2016 | Rally del Cipro           | Murat Bostanci   | Onur Vatansever     | R2T     |
| 3  | 2017 | Rally dell'Acropoli       | Bugra Banaz      | Burak Erdener       | R2T     |
| 4  | 2017 | Rally del Cipro           | Ümit Can Özdemir | Batuhan Memisyazici | R2T     |
| 5  | 2018 | Rally dell'Acropoli       | Amittrajit Ghosh | Ashwin Naik         | R2      |
| 6  | 2019 | Rally Liepāja             | Ken Torn         | Kauri Pannas        | R2T19   |
| 7  | 2019 | Rally di Polonia          | Ken Torn         | Kauri Pannas        | R2T19   |
| 8  | 2019 | Rally di Roma Capitale    | Ken Torn         | Kauri Pannas        | R2T19   |
| 9  | 2019 | Rally d'Ungheria          | Erik Cais        | Jindřiška Kudelová  | R2T19   |
| 10 | 2020 | Rally di Roma Capitale    | Ken Torn         | Kauri Pannas        | Rally4  |
| 11 | 2020 | Rally Liepāja             | Ken Torn         | Kauri Pannas        | Rally4  |
| 12 | 2020 | Rally d'Ungheria          | Ken Torn         | Kauri Pannas        | Rally4  |
| 13 | 2020 | Rally delle Isole Canarie | Ken Torn         | Kauri Pannas        | Rally4  |
| 14 | 2021 | Rally di Polonia          | Sami Pajari      | Enni Mälkönen       | Rally4  |
| 15 | 2021 | Rally d'Ungheria          | Sami Pajari      | Enni Mälkönen       | Rally4  |

#### Vittorie ERC4
| # | Anno | Rally                | Pilota        | Co-pilota      | Modello |
| - | ---- | -------------------- | ------------- | -------------- | ------- |
| 1 | 2023 | Rally di Scandinavia | Isak Reiersen | Lucas Karlsson | Rally4  |
| 2 | 2024 | Rally d'Estonia      | Jaspar Vaher  | Sander Pruul   | Rally4  |

#### Vittorie Junior ERC
| #  | Anno | Rally                     | Pilota                   | Co-pilota        | Modello |
| -- | ---- | ------------------------- | ------------------------ | ---------------- | ------- |
| 1  | 2019 | Rally delle Isole Canarie | Jean-Baptiste Franceschi | Anthony Gorguilo | R2T19   |
| 2  | 2019 | Rally Liepāja             | Ken Torn                 | Kauri Pannas     | R2T19   |
| 3  | 2019 | Rally di Polonia          | Ken Torn                 | Kauri Pannas     | R2T19   |
| 4  | 2019 | Rally di Roma Capitale    | Ken Torn                 | Kauri Pannas     | R2T19   |
| 5  | 2020 | Rally di Roma Capitale    | Ken Torn                 | Kauri Pannas     | Rally4  |
| 6  | 2020 | Rally Liepāja             | Ken Torn                 | Kauri Pannas     | Rally4  |
| 7  | 2020 | Rally d'Ungheria          | Ken Torn                 | Kauri Pannas     | Rally4  |
| 8  | 2020 | Rally delle Isole Canarie | Ken Torn                 | Kauri Pannas     | Rally4  |
| 9  | 2021 | Rally di Polonia          | Sami Pajari              | Enni Mälkönen    | Rally4  |
| 10 | 2021 | Rally d'Ungheria          | Sami Pajari              | Enni Mälkönen    | Rally4  |
| 11 | 2023 | Rally di Scandinavia      | Isak Reiersen            | Lucas Karlsson   | Rally4  |
| 12 | 2024 | Rally d'Estonia           | Jaspar Vaher             | Sander Pruul     | Rally4  |